# Biville-la-Rivière
Biville-la-Rivière település Franciaországban, Seine-Maritime megyében. Lakosainak száma 104 fő (2022. január 1.). Biville-la-Rivière Royville, Saâne-Saint-Just, Sassetot-le-Malgardé és Tocqueville-en-Caux községekkel határos.

## Népesség
A település népességének változása:
| Lakosok száma | 111  | 105  | 105  | 106  | 107  | 106  | 105  | 104  | 104  |
|               | 2006 | 2013 | 2015 | 2017 | 2018 | 2019 | 2020 | 2021 | 2022 |